# Zvací dopis

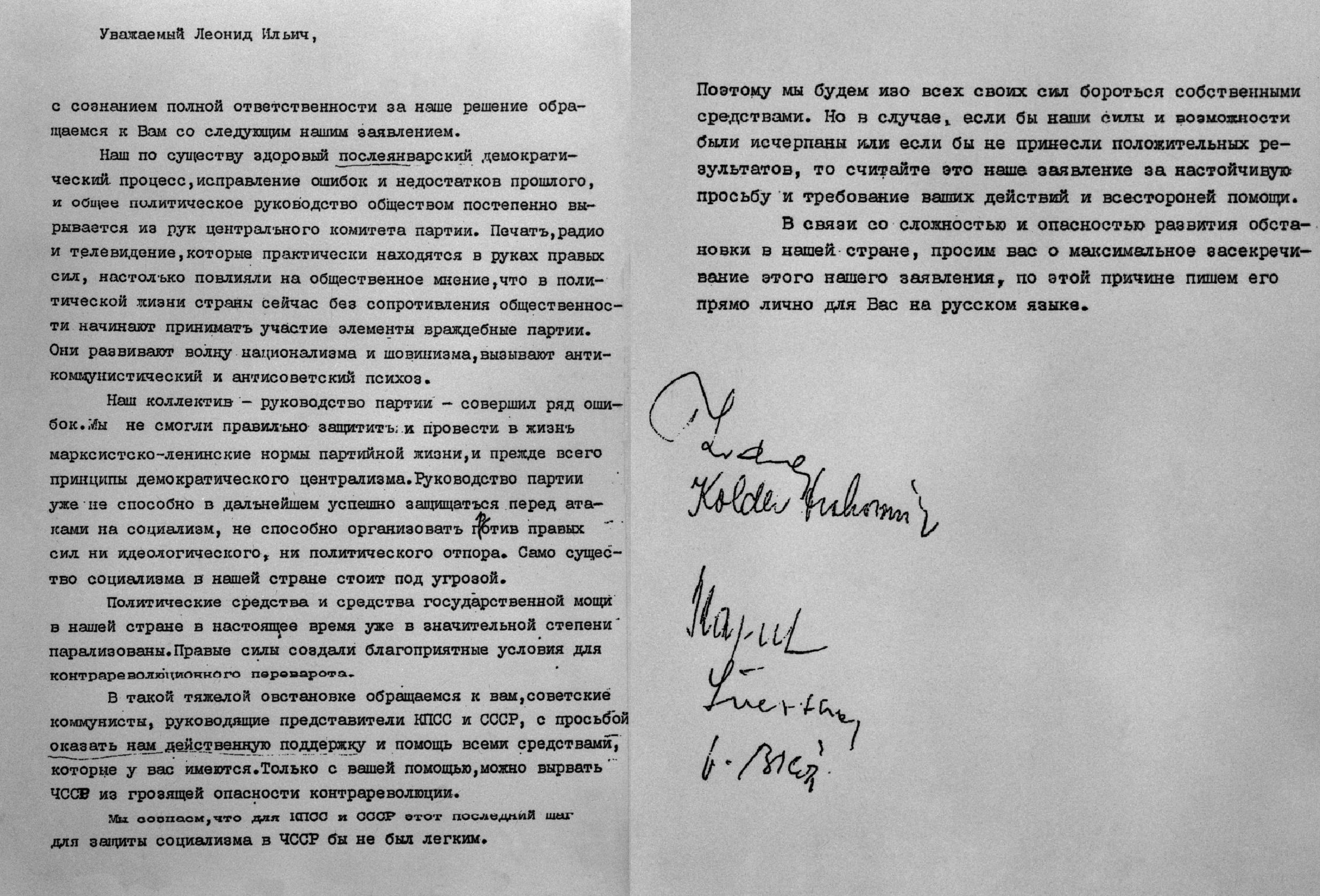
Zvací dopis

Zvací dopis je obvyklé označení nedatovaného dopisu, který v srpnu 1968 poslali Alois Indra, Drahomír Kolder, Oldřich Švestka, Antonín Kapek a Vasil Biľak Leonidu Brežněvovi. Obsahoval výzvu k pomoci všemi prostředky proti údajné hrozící kontrarevoluci v Československu. Dopis se stal pro sovětské vedení záminkou pro invazi do Československa 21. srpna 1968. Byl psán rusky.
Dopis byl podle svědků Brežněvovi předán v bratislavském hotelu Sorea 3. srpna 1968, tedy krátce poté, co neúspěchem pro sovětskou stranu skončily rozhovory mezi sovětským a československým vedením v Čierné nad Tisou. Existence dopisu měla zůstat utajena. Dne 15. července 1992 byl ale objeven zapečetěný ve Státním archivu Ruské federace s datem 25. září 1968. Obálka byla podepsána Konstantinem Černěnkem se slovy Uložit v archivu politbyra. Bez souhlasu neotvírat. Již druhý den byl dopis převezen do Prahy a představen veřejnosti.
Poslání dopisu bylo vlastizradou patrně i podle tehdejších zákonů. Podepsaní za ni nikdy nebyli souzeni. Pravost podpisů byla prokázána kriminalistickými metodami.

## Podepsáni
- Alois Indra (1921–1990), do dubna roku 1968 ministr dopravy a člen ÚV KSČ. V roce 1971 se stal předsedou Federálního shromáždění.
- Drahomír Kolder (1925–1972), tehdejší člen ÚV KSČ. Roku 1969 se stal předsedou Výboru lidové kontroly.
- Oldřich Švestka (1922–1983), tehdejší člen předsednictva ÚV KSČ. Po okupaci se vrátil na místo šéfredaktora Rudého práva, ze kterého byl odvolán během pražského jara.
- Antonín Kapek (1922–1990), tehdejší člen ÚV KSČ. Brežněvovi napsal osobní dopis již dříve. Později se významně podílel na podobě normalizace, krátce po sametové revoluci spáchal sebevraždu.
- Vasil Biľak (1917–2014), tehdejší člen předsednictva ÚV KSČ. Po okupaci byl tajemníkem ÚV KSČ s rozhodujícím vlivem v zahraniční politice, ale hlavně v ideologické sféře.

## Další dopisy
První dopis napsal Antonín Kapek, kandidát předsednictva ÚV KSČ, během jednání vedení obou komunistických stran v Čierné nad Tisou (29. července – 1. srpna 1968) a tajně ho předal generálnímu tajemníku ÚV KSSS Leonidu Brežněvovi. Byl napsán česky a rozebíral vývoj v Československu.
O deset dnů později, během schůzky vedení šesti komunistických stran v Bratislavě, doputoval k Sovětům druhý dopis. Kolderův tajemník Radko Kaska ho předal na záchodě členu sovětského politbyra Petro Šelestovi. Podepsali ho Alois Indra, Drahomír Kolder, Antonín Kapek, Oldřich Švestka a Vasil Bilak, čtyři členové a jeden kandidát předsednictva ÚV KSČ. Tato pětice žádala rusky o „pomoc všemi prostředky, které máte“. Podle nich „pouze s vaší pomocí bude možno vyrvat ČSSR od hrozícího nebezpečí kontrarevoluce“.
Z třetího dopisu Leonid Brežněv citoval během jednání pěti šéfů komunistických stran Varšavské smlouvy v neděli 18. srpna. Sepsali jej Indra, Kolder, Hoffmann, Švestka, Pavlovský a někteří další ve víkendovém městečku prominentů na Orlíku v pátek 16. srpna. Tvrdili, že mají zajištěnou podporu šesti z jedenácti členů předsednictva ÚV KSČ a padesáti členů pléna ÚV KSČ. Upozornili, že vojenský zásah už nelze odkládat. Do Moskvy jej odtelegrafovalo sovětské velvyslanectví.
Takzvaný dopis 99 pragováků byla v podstatě soukromá iniciativa několika desítek stalinistů z pražského podniku Praga.